# Tymianka (województwo mazowieckie)
Tymianka – wieś w Polsce położona w województwie mazowieckim, w powiecie siedleckim, w gminie Kotuń. Ma status sołectwa.
Wierni Kościoła rzymskokatolickiego należą do parafii Wniebowzięcia NMP w Niwiskach.
W latach 1975–1998 miejscowość położona była w województwie siedleckim.